# Akira Ishida
Akira Ishida (石田 彰 Ishida Akira?,  Nisshin, Prefectura de Aichi, Japón, 2 de noviembre de 1967) es un actor de voz japonés. Solía formar parte de la agencia Mausu Promotion (anteriormente conocida como Ezaki Production, hasta su cambio de nombre en 1990) desde 1988 hasta su retiro en marzo de 2009, cuando se trasladó a Gerbera Peerless. Algunos de sus papeles más destacados son el de Kotaro Katsura en Gintama, Athrun Zala en Gundam SEED Destiny, Kaworu Nagisa en Neon Genesis Evangelion, Saralegui en Kyō Kara Maō!, Gaara en Naruto, Byakuya Togami en Danganronpa, Zeref en Fairy Tail, Makoto Yūki en Shin Megami Tensei: Persona 3, Fyodor Dostoyevsky en Bungō Stray Dogs, Akaza en Kimetsu no Yaiba y Regulus Corneas en Re:Zero kara Hajimeru Isekai Seikatsu.
Por su papel de Athrun Zala en Gundam SEED Destiny, fue elegido como el actor de voz más popular en el Anime Grand Prix de la revista Animage de 2004. En la primera edición de los Seiyū Awards en 2007, ganó en la categoría de Mejor actor de reparto.

## Filmografía

### Anime
- Amnesia (Kent)
- Hen Zemi (Musashi Komugi)
- Area no Kishi (Ryuichi Araki)
- Akagami no Shirayuki-hime (Izana Wistaria)
- Akaneiro ni Somaru Saka (Fuyuhiko Nishino)
- Bamboo Blade (Danjuurou Eiga)
- Berserk   (Judeau) (1997)
- Bleach: The DiamondDust Rebellion (Sōjirō Kusaka)
- Blood+ (Joel Goldschmidt VI)
- Boku no sexual Harassment (yaoi) (Young Mochizuki kid)
- Brothers Conflict (Monje Chiaki)
- Bungou Stray Dogs 2nd Season (Fiódor D.)
- Bungou Stray Dogs 3rd Season (Fiódor Dostoievsky)
- Captain Tsubasa: Road to 2002 (Hikaru Matsuyama)
- Casshern Sins (Margo)
- Chrono Crusade (Chrono)
- CLAMP Gakuen Tanteidan (Idomu Yuudaiji)
- Dangan Ronpa (Byakuya Togami)
- Danshi Koukousei No Nichijou  (Presidente Estudiantil)
- Detective Academy Q (Masumi Toujo)
- Detective Conan (Hakuba Saguru)
- Digimon Adventure (Wizardmon)
- Digimon Ghost Game (Kiyoshirō Higashimitarai)
- Dogs (Bado Nails)
- Doraemon (Príncipe) (2005)
- Drifters (Minamoto no Yoshitsune)
- D.N.Angel (Satoshi Hiwatari)
- Dr. Stone (Hyoga)
- Erementar Gerad (Coud Van Giruet)
- Fairy Tail (Zeref Dragneel)
- Final Fantasy: Unlimited (Makenshi)
- Fire Emblem (Gordon)
- Fushigi Yūgi (Ren Shingyō)
- Gakuen Alice (Narumi)
- Gallery Fake (Hiroto)
- Genshiken (Kuchiki)
- Gintama (Katsura Kotarou)
- Gokudo (Gokudo)
- Gunparade March (Atsushi Hayami)
- Gundam SEED Destiny, Mobile Suit Gundam SEED y Gundam SEED Destiny Special (Athrun Zala)
- Jungle Wa Itsumo Hare Nochi Guu (Seiichi Tachibana)
- Hagure Yuusha no Estetica (Hikami Kyouya)
- Harukanaru Toki no Naka de Hachiyō Shō (Abe no Yasuaki)
- Hataraku Saibō (Célula cancerosa)
- HeartCatch PreCure! (Cologne)
- Heion Sedai no Idaten-tachi (Prontea)
- Houshin Engi (Shinkohyo)
- I'm Gonna Be An Angel! (Michael)
- Jibaku-kun / Bucky En Busca del Mundo Cero (Bucky)
- InuYasha (Amari Nobunaga)
- Kakegurui (Rin Obami)
- Kamichama Karin (Michiru Nishikiori)
- Kamisama Hajimemashita (Mikage)
- Kekkai Sensen (Femt)
- Kengan Ashura (Hajime Hanafusa)
- Kiddy Grade (Un-oh)
- Kimetsu no Yaiba (Akaza)
- Kindaichi Case Files (Shin'ichi Ukon)
- Kogepan (Cream Bread)
- Koi to Uso (Kidou Nisaka)
- Kujira no Kora wa Sajō ni Utau (Orka)
- Kyōkai no Rinne 3 (Kurosu)
- Kyou Kara Maou! (Saralegui)
- Law of Ueki (Inumaru)
- Magi: The Kingdom Of Magi (Yunnan)
- Majin Bone (Gregory)
- Marmalade Boy (Kei Tsuchiya)
- Master Keaton (Hiroshi Matsui)
- Meine Liebe (Naoji)
- Miracle Train (Tokugawa)
- Mirai Nikki (Aru Akise)
- My-HiME (Nagi Homura)
- My-Otome (Nagi Dài Artai)
- Nana (Okazaki "Shin" Shinichi)
- Nanatsu no Taizai (Ludociel)
- Naruto (Gaara)
- Natsume Yujin-Cho(Natori Shuuichi)
- Negima!: Magister Negi Magi (Fate Averruncus)
- Neon Genesis Evangelion (Kaworu Nagisa)
- Night Head Genesis (Naoya Kirihara)
- Ninku (Sekirai Ninku)
- Nobunagun (François Vidocq)
- Nurarihyon no mago (Tamazuki)
- Nurse Angel Ririka SOS (Seiya Uzaki)
- One Piece (Cavendish)
- Outlaw Star (Yase)
- Pandora Hearts(Xerxes Break)
- Phi Brain: Kami no Puzzle (Jikukawa Souji)
- Psycho-Pass (Shūsei Kagari)
- Pokémon (Hayato (Falkner))
- Ranma ½ (Yūtarō Yudono)
- Sailor Moon Super S (Ojo de Pez)
- Saint Beast (Kirin no Yuda)
- Saint Seiya The Lost Canvas (Asmita de Virgo)
- Saint Seiya Ω (Amor de Piscis)
- Saiyuki, Saiyuki Reload and Saiyuki Reload Gunlock (Cho Hakkai)
- Sakamoto desu ga? (Yoshinobu Kubota)
- Sakura Wars (Setsuna Aoki)
- Samurai Deeper Kyo (Sasuke Sarutobi)
- Samurai Flamenco (Beyond Flamenco)
- Sangatsu no Lion (Tōji Sōya)
- Sentimental Journey (Masahiro Yamamoto)
- Seven of Seven (Yūichi Kamichika/Mutsumi Saburo)
- Sgt. Frog (Mutsumi Saburo)
- Shining Tears X Wind (Kiriya Kaito)
- Shounen Onmyouji (Abe no Seimei (Young)
- Shokugeki no Sōma (Eishi Tsukasa
- Shōwa Genroku Rakugo Shinjū (Kikuhiko)
- Shōwa Genroku Rakugo Shinjū: Sukeroku Futatabi-hen (Kikuhiko)
- Shugo Chara (primer rey)
- Slayers (Xelloss,Kerel,Jeffrey)
- Spiral: Suiri no Kizuna (Eyes Rutherford)
- Starry Sky (Kotarou Hoshizuki)
- Sukisho (Kai Nanami)
- Super Pig (Kouichi Mizuno)
- Sword Art Online Alicization: War of Underworld (Gabriel Miller)
- Tales of Eternia (Reid Hershel)
- Tenjho Tenge (Masahiro Sanada)
- The Law of Ueki (Inumaru Wanko)
- The Prince of Tennis (Hajime Mizuki)
- The Twelve Kingdoms/Juuni Kokki (Kouya)
- Tokyo Mew Mew (Shunsuke)
- Toriko (Tommyrod)
- Tournament of the Gods (Sid)
- Tower of Druaga (Kally)
- Tribe Nine (Shun Kamiya)
- Uninhabited Planet Survive! (Howard Saibatsu)
- YAMATO TAKERU (Amatsumi)
- You're Under Arrest (Saki Abdusha)
- Youkai Apartment no Yuuga na Nichijou (Reimei Isshiki)
- Yu-Gi-Oh! GX (Ed Phoenix)
- Yu-Gi-Oh! ARC-V (Ed Phoenix)
- Yū Yū Hakusho (Shinobu Sensui) (Joven)
- Zatch Bell! (Wonrei)
- Re:Zero kara Hajimeru Isekai Seikatsu (Regulus Corneas)
- Isekai Maou to Shoukan Shoujo no Dorei Majutsu (Keera L. Greenwood)

### OVAs
- Kamisama Hajimemashita: Kako-hen (Mikage)
- Shōwa Genroku Rakugo Shinjū: Yotarō Hōrō-hen (Kikuhiko/Yakumo Yurakutei VIII)

### Juegos
- Amnesia Crowd (Kento-san)
- Animamundi (Count St. Germant)
- Arknights (Phantom)
- Bakumatsu Renka Shinsengumi (Souji Okita)
- Black Wolves Saga: Bloody nightmare & Last hope (Zara Skeens)
- Bloody Roar 4 (Bakuryu II The Mole)
- Baldr Force EXE (PS2 port-over) (Tooru Souma)
- Captain Tsubasa: Dream Team (Alcide Pierre)
- Danganronpa: Trigger Happy Havoc (Byakuya Togami)
- Future GPX Cyber Formula Road to the Infinity series (Seiichiro Shiba)
- Galerians (Rion Steiner y Cain Pegasus)
- Galaxy Angel (Camus O. Lamphroaig)
- Gitaroo Man (Kazuya/Zowie)
- Gunparade March (Atsushi Hayami)
- Honkai Impact 3rd (Otto apocalypse)
- Honkai: Star Rail (Luocha)
- invisible sign -is- and invisible sign -is- Nemureru Mori (Makoto Miyake)
- Jeanne D'Arc (Roger)
- JoJo's Bizarre Adventure: All Star Battle (Vinegar Doppio)
- JoJo's Bizarre Adventure: Eyes of Heaven (Vinegar Doppio)
- Kingdom Hearts Re:Chain of Memories (Zexion)
- Kingdom Hearts 3D:Dream Drop Distance (Ienzo)
- League of Legends (Heimerdinger)
- Luminous Arc (Alf)
- Lunar: Silver Star Story Complete (Alex)
- Megaman Legends (Rockman JUNO/TV Reporter)
- Namco X Capcom (Gilgamesh)
- Namco X Capcom (Rockman JUNO)
- Otometeki Koi Kakumei Love Revo (Kaede Tokita)
- Puyo Puyo 7 (Ecolo)
- Puyo Puyo 20th Anniversary (Ecolo)
- Puyo Puyo Chronicle (Ecolo)
- Puyopuyo!! Quest (Ecolo)
- Puyo Puyo Tetris (Ecolo)
- Puyo Puyo Tetris 2 (Ecolo)
- Sengoku Basara 2 (Takenaka Hanbei)
- Samurai Champloo: Sidetracked (Tsurumaki Worso)
- Saint Seiya Awakening (Shaka)
- Star Project (Ren)
- Sukisho (Kai Nanami)
- Summon Night EX Thesis ~Yoake no Tsubasa~ (Nova)
- Super Robot Wars series (Mekibos)
- Tales of Eternia and Tales of the World: Radiant Mythology (Rid Hershel)
- Tokimeki Memorial Girl's Side 1st Kiss series (Morimura Sakuya)
- Ururun Quest Renyuuki (Tsukishiro)
- Dissidia: Final Fantasy (Kuja)
- Shin Megami Tensei: Persona 3,Persona 3 FES / Portable, Persona 3 Reload (Makoto Yuki /Pharos/Ryoji Mochizuki/Avatar del Nyx)
- Persona 3: Dancing in Moonlight (Makoto Yuki)
- Persona 5 Royal (Makoto Yuki) (Como DLC)
- Dangan Ronpa: Academy of Hope and High School Students of Despair (Byakuya Togami)
- Super Dangan Ronpa 2: Farewell Despair Academy (Byakuya Togami)
- Genshin Impact (Kamisato Ayato)
- Final Fantasy XIV (Elidibus)

### CD Drama
- Amnesia Crowd (Kento-san)
- Ai wo Utau yori Ore ni Oborero (Ran Nikkaidou)
- Cafe Kichijouji de (Hifumi Minagawa)
- Fire Emblem Reimeihen&Shiranhen (Marth)
- G Fantasy Comic CD Collection Fire Emblem: Ankoku Ryū to Hikari no Ken - (Kurausu)
- Gunparade March (Atsushi Hayami)
- Kamikaze (Ishigami Kamuro)
- M to N no shouzou (Eīchi Hijiri)
- Okane ga Nai (Yukiya Ayase)
- Persona 3 (Secret character)
- Shounen Onmyouji (Seimei Abeno (Young))
- Slayers (Xellos)
- Sukisyo (Kai Nanami)
- Tales of Eternia (Rid Hershel)
- Yorozuya Toukaidou Honpo (Yoshitsune Shima)

### Tokusatsu
- GōGō Sentai Bōkenger (Wicked Dragon Dembey)
- Jūken Sentai Gekiranger (Bae)
- Kamen Rider Kiva (Tatsulot)
- Ohsama King Ohger (Uchu king Dagded Dujardin)

### Doblaje
- A Nightmare on Elm Street (Glen Lantz)
- Batman: Under The Red Hood (Nightwing/Dick Grayson)
- Child's Play 3 (Andy Barclay)
- Die Hard with a Vengeance (Dexter)
- Dragonheart: A New Beginning (VHS Edition) (Griffin)
- Harry Potter and the Chamber of Secrets (Tom Marvolo Riddle)
- ReBoot (Bob)
- Seabiscuit (John "Red" Pollard)
- Star Trek: Deep Space Nine (Jake Sisko)
- Star Trek: The Next Generation (Wesley Crusher)
- Tinker Bell (Bobble)
- Titanic (Jack Dawson)
- The Brave Little Toaster (Weird Electrical Appliance)
- The King and the Clown (Gong-gil)
- Los Soprano (Anthony Soprano, Jr.)
- Transformers: el lado oscuro de la luna (red Farrari Italia autobot)
- Velvet Goldmine (Brian Slade)